# 4 zongoradarab (Bartók)
Bartók Béla korai, elsősorban kísérleti jellegű művei Budapesten készültek 1903 körül.
A négy darab a következő: Tanulmány balkézre, Első ábránd, Második ábránd, Scherzo. (DD 71, BB 27)
A Négy zongoradarab egyes tételeit Bartók 1903-ban, illetve 1904-ben mutatta be Budapesten; az első Ábrándot Nagyszentmiklóson, első önálló zongoraestjén adta elő.
E három zongoradarab, Kocsis Zoltán hangszerelésében a világ számos koncerttermének sikerdarabja lett.

## A műről

### Tanulmány balkézre
Az első darab befejezésének dátuma budapesti keltezéssel 1903. január.
A bal kézre való komponálás ötlete még a szerző pozsonyi éveiből származik. Bartók tizennyolc éves korában zongorázott Zichy Géza gróf házában, aminek ura vadászbaleset következtében vesztette el jobb karját, bal kezével azonban kitűnően zongorázott. 
A balkezes tanulmányt Bartók mesterének, Thomán Istvánnak dedikálta.
Édesanyjának írt levelében beszámol a mű fogadtatásáról: „Tegnap még egyszer felmentem Godowskyhoz, véletlenül Thomán tanár úr is ott volt. Előjátszottam… egy új kompozíciómat, mellyel most „nagy sikereket aratok”. Ez a kompozíció ugyanis egy szonátatétel egyedül a balkézre, mely azonban dacára ennek, úgy hangzik, „mintha 3 kézzel játszanám”. Godowskynak tetszettek a dolgok; a balkezesre megjegyezte, hogy jók az ideák; valamit kifogásolt, aminek hasznát fogom venni; mert ebben az értelemben javítani fogok rajta. Végül azt mondta: »Aus dem wird was Grosses« (Ebből még lesz valaki)” (Budapest, 1903. február 6.) (Ujfalussy József: Bartók breviárium. 2. kiad. 1974. 41. 1.)
„Tegnap elvittem a balkezes szonátát Koesslernek. Meg volt elégedve; aszonta ez eddig a legjobb kompozícióm (?!), nincs kifogásolni valója sem a formát, sem a tartalmat illetőleg…” (Budapest, 1903. február 15.) 
Bartók egy későbbi leveléből megtudhatjuk, hogy Dohnányi Ernő Richard Straussra és Pjotr Iljics Csajkovszkij hatását fedezi fel, Thomán Johannes Brahmsra tippel, Herzfeld Imre Liszt Ferencre ismer, másvalaki Wagnert említi a hallatán. Ezt is ebben a levelében írja: „Szóval egyiknek sincs igaza. Az van, hogy furcsaságok vannak benne”.

### I. és II. fantázia
Az I. fantázia február 8-án fejezte be a szerző, ajánlása Gruber Emma részére szól.
A II. fantázia nyolc hónappal később, Berlinben keletkezett, Bartók ezt a művét Nagyszentmiklósra küldte Jurkovics Emsy és Irmy nevére szóló ajánlással. 
A mű három részből tevődik össze (háromtagú forma), visszatérésekkor díszítésekkel próbálja a szerző még improvizáció-szerűbbé tenni a darabot. Magyaros – legalábbis ez idő tájt még magyarosnak vélt, tehát népies műdal fogantatású – fordulatokkal emlékeztet a hamarosan keletkező Kossuth-szimfóniára.

### Scherzo
A befejező Scherzót 1903 júniusában Budapesten kezdte el írni és szeptemberben Gmundenben fejezte be. A sorozat harmadik darabja magyaros fordulataival a Kossuth-szimfónia időbeli közelségére utal. Háromtagú, visszatéréses forma jellemzi (rondóforma). A Scherzót Bartók akkori zongoratanárának, Dohnányi Ernőnek ajánlotta.

## Autográf anyagok
- Fogalmazvány, csak az 1. szám, „Szonáta” címmel (jelenleg Bartók Péter floridai gyűjteményében 6PS1 szám alarr; a 2–4. szám fogalmazványa lappang).
- Autográf másolat, csak a 2. szám, a nyomtatástól eltérő forma, Grubernénak ajánlva (480-a a budapesti Bartók Archívumban; e változat másolata, ismeretlen kopista írása: magángyűjteményben).
- Gruberné másolata, csak a 3. szám (Bartók Archívum, Budapest – 500).
- 3–4. szám: a Bárd 797, 800, 801 elsőkiadás (1904) javított korrektúralevonata (Bark Archívum, Budapest – BH22).